# Gran Premio de Yugoslavia de Motociclismo de 1972
El Gran Premio de Yugoslavia de Motociclismo de 1972 fue la sexta prueba de la temporada 1972 del Campeonato Mundial de Motociclismo. El Gran Premio se disputó el 18 de junio de 1972 en el Circuito de Opatija.

## Resultados 500cc
En 500 c.c., el gran dominador de la categoría Giacomo Agostini tuvo que abandonar por problemas mecánicos y dejó el camino libre para que su compañero de escudería Alberto Pagani ganara la carrera. El británico Chas Mortimer y el alemán Paul Eickelberg fueron segundo y tercero respectivamente.

| Pos.    | Piloto               | Equipo      | Tiempo       | Pts. |
| ------- | -------------------- | ----------- | ------------ | ---- |
| 1       | Alberto Pagani       | MV Agusta   | 1h 14' 21" 6 | 15   |
| 2       | Chas Mortimer        | Yamaha      | +1' 42" 6    | 12   |
| 3       | Paul Eickelberg      | König       | +1' 49" 7    | 10   |
| 4       | Guido Mandracci      | Suzuki      | +1 giro      | 8    |
| 5       | Bosse Granath        | Husqvarna   | +1 giro      | 6    |
| 6       | Charlie Dobson       | Kawasaki    | +1 giro      | 5    |
| 7       | Gianpiero Zubani     | Kawasaki    | +1 giro      | 4    |
| 8       | Sergio Baroncini     | Ducati      | +1 giro      | 3    |
| 9       | Jerry Lancaster      | Yamaha      | +1 giro      | 2    |
| 10      | Roberto Gallina      | Paton       | +1 giro      | 1    |
| 11      | Terry Dennehy        | Honda       |              |      |
| 12      | Gustavo Cerdeña      | Suzuki      |              |      |
| 13      | Jean Campiche        | LinTo       |              |      |
| Ret     | Sven-Olof Gunnarsson | Kawasaki    | Ret          |      |
| Ret     | Jack Findlay         | JADA-Suzuki | Ret          |      |
| Ret     | Bruno Kneubühler     | Yamaha      | Ret          |      |
| Ret     | Maurice Hawthorne    | Kawasaki    | Ret          |      |
| Ret     | Billie Nelson        | Yamaha      | Ret          |      |
| Ret     | Kai Kuparinen        | Suzuki      | Ret          |      |
| Ret     | Rob Bron             | Suzuki      | Ret          |      |
| Ret     | Giacomo Agostini     | MV Agusta   | Ret          |      |
| Ret     | Eric Offenstadt      | Kawasaki    | Ret          |      |
| Ret     | Keith Turner         | Suzuki      | Ret          |      |
| Fuente: |                      |             |              |      |

## Resultados 350cc
En 350 cc, Giacomo Agostini tampoco tuvo fortuna en esta categoría y se tuvo que retirar por problemas mecánicos. La victoria cayó en manos del húngaro János Drapál seguido de Dieter Braun y Phil Read.
| Pos. | Piloto               | Equipo    | Tiempo       | Pts. |
| ---- | -------------------- | --------- | ------------ | ---- |
| 1    | János Drapál         | Yamaha    | 1h 08' 12" 7 | 15   |
| 2    | Dieter Braun         | Yamaha    | +14"         | 12   |
| 3    | Phil Read            | MV Agusta | +1' 40" 7    | 10   |
| 4    | Hideo Kanaya         | Yamaha    | +2' 29" 9    | 8    |
| 5    | Bruno Kneubühler     | Yamaha    |              | 6    |
| 6    | Matti Salonen        | Yamaha    |              | 5    |
| 7    | František Srna       | Jawa      |              | 4    |
| 8    | Billie Nelson        | Yamaha    |              | 3    |
| 9    | Maurice Hawthorne    | Yamaha    |              | 2    |
| 10   | Jean Campiche        | Yamaha    |              | 1    |
| 11   | Eric Offenstadt      | Kawasaki  |              |      |
| 12   | Sven-Olov Gunnarsson | Yamaha    |              |      |
| Ret  | Giacomo Agostini     | MV Agusta | Ret          |      |

## Resultados 250cc
En el cuarto de litro, el favorito Jarno Saarinen, intratable hasta ahora, también tuvo que abandonar y dejó vía libre para que su máximo rival, el italiano Renzo Pasolini consiguiera la victoria.
| Pos. | Piloto            | Equipo    | Tiempo       | Pts. |
| ---- | ----------------- | --------- | ------------ | ---- |
| 1    | Renzo Pasolini    | Aermacchi | 1h 02' 11" 4 | 15   |
| 2    | Rodney Gould      | Yamaha    | +27" 2       | 12   |
| 3    | Kent Andersson    | Yamaha    | +27" 5       | 10   |
| 4    | John Dodds        | Yamaha    |              | 8    |
| 5    | János Drapál      | Yamaha    |              | 6    |
| 6    | Günter Fischer    | Yamaha    |              | 5    |
| 7    | Marcel Ankoné     | Yamsel    |              | 4    |
| 8    | Jerry Lancaster   | Yamsel    |              | 3    |
| 9    | Giovanni Proni    | Yamaha    |              | 2    |
| 10   | Géza Repitz       | MZ        |              | 1    |
| 11   | Eugenio Lazzarini | Yamaha    |              |      |
| 12   | Árpád Juhos       | Yamaha    |              |      |
| 13   | Bob Coulter       | Yamaha    |              |      |
| 14   | Charles Dobson    | Yamaha    |              |      |
| Ret  | Jarno Saarinen    | Yamaha    | Ret          |      |

## Resultados 125cc
En 125 cc., victoria de Kent Andersson (Yamaha), que tuvo una dura pugna con el británico Chas Mortimer (Yamaha) hasta que este último rompió a cien metros de la llega. Ángel Nieto tuvo que retirarse por problemas en una bujía, a pesar de haber hecho el récord de la vuelta.
| Pos. | Piloto             | Moto      | Tiempo    | Pts. |
| ---- | ------------------ | --------- | --------- | ---- |
| 1    | Kent Andersson     | Yamaha    | 53' 39" 8 | 15   |
| 2    | Chas Mortimer      | Yamaha    | +42" 6    | 12   |
| 3    | Harald Bartol      | Suzuki    | +54" 9    | 10   |
| 4    | Eugenio Lazzarini  | Maico     | +1' 09" 3 | 8    |
| 5    | Bernd Köhler       | MZ        | +1' 09" 5 | 6    |
| 6    | Matti Salonen      | Yamaha    |           | 5    |
| 7    | Ryszard Mankiewicz | MZ        |           | 4    |
| 8    | Rolf Minhoff       | Maico     |           | 3    |
| 9    | Béla Godany        | MZ        |           | 2    |
| 10   | Børge Nielsen      | Maico     |           | 1    |
| 11   | Alfonz Breznik     | Aermacchi |           |      |
| 12   | Dragoljub Petrovic | Maico     |           |      |
| 13   | Bob Coulter        | Aermacchi |           |      |
| Ret  | Ángel Nieto        | Derbi     | Ret       |      |

## Resultados 50cc
En la categoría de menor ciclindrada, la carrera tuvo una bella disputa entre Jan Bruins y Ángel Nieto hasta que el español tuvo que retirarse al box para arreglar una bujía defectuosa. Al volver, remontó desde la quinta posición hasta la segunda pero ya la victoria fue para el holandés.
| Pos. | Piloto              | Moto     | Tiempo    | Pts. |
| ---- | ------------------- | -------- | --------- | ---- |
| 1    | Jan Bruins          | Kreidler | 44' 28" 8 | 15   |
| 2    | Ángel Nieto         | Derbi    | +25" 2    | 12   |
| 3    | Otello Buscherini   | Malanca  | +30" 9    | 10   |
| 4    | Kurt-Ivan Carlsson  | Monark   | +52"      | 8    |
| 5    | Adrijan Bernetič    | Tomos    | +1' 23" 3 | 6    |
| 6    | Boja Mikloš         | Tomos    |           | 5    |
| 7    | Jérôme van Haeltert | Kreidler |           | 4    |
| 8    | Albert Bertholet    | Kreidler |           | 3    |
| 9    | Petar Seljak        | Tomos    |           | 2    |
| 10   | Hans Kroismayr      | Kreidler |           | 1    |
| 11   | Zbyněk Havrda       | Ahra     |           |      |
| 12   | Gastón Biscia       | Yamaha   |           |      |
| 13   | Harald Bartol       | Kreidler |           |      |
| 14   | Rolf Minhoff        | Maico    |           |      |
| Ret  | Jan de Vries        | Kreidler | Ret       |      |